# Robert Schneider
Robert Schneider (Bregenz, Vorarlberg, Ausztria, 1961. június 16.–) osztrák író, jelenleg Meschachban, egy vorarlbergi hegyi faluban él.

## Pályafutása
Az írót kétéves korában fogadta örökbe egy hegyi földműves család. Götzisben nőtt fel. 1981–1986-ig zeneszerzést és művészettörténetet tanult, valamint a bécsi színművészeti főiskola hallgatója volt. Tanulmányai befejezése után idegenvezetőként és orgonaművészként dolgozott.
1984-ben kezdett el írni. Első regénye, az Álomnak fivére, 1992-ben jelent meg a lipcsei Reclam kiadó gondozásában, miután három kiadó is elutasította a művet. A könyv világsiker lett, eddig 32 nyelvre fordították le, többek között magyarra is. Joseph Vilsmaier 1995-ben megfilmesítette ezt a regényt. A filmet 1996-ban jelölték Golden Globe-díjra.
Az író 1998-ban New Yorkban élt, ott írta meg második regényét, melynek sikere messze elmaradt az első könyvétől.
Robert Schneider több kitüntetést is kapott irodalmi munkásságáért, többek között a Potsdami Színházi Napok drámai díját (1993), az Alemann irodalmi díjat (1993), a Robert Musil-ösztöndíjat (1993–1996), az Eliette von Karajan irodalmi díjat (1994), valamint a Premio Grinzane Cavour Turin nevű díjat (1994).

## Művei

### Regények
- Álomnak fivére (Schlafes Bruder, 1992) Magyar fordításban: Álomnak fivére. Ki szeret, nem alszik; fordította: Schaufler-Jurányi Andrea; Frames, Budapest, 1996 ISBN 963-04-6595-7
- A légben járó (Die Luftgängerin, 1998)
- Az érintetlenek (Die Unberührten, 2000)
- A Pápa és a kislány (Der Papst und das Mädchen, 2001)
- Árny (Schatten, 2002)
- Krisztus (Kristus, 2004)
- Die Offenbarung (2007)

### Színdarabok
- Szenny (Dreck, 1993)
- Komédia a német honvágyról (Komödie vom deutschen Heimweh, ősbemutató 1999, Schauspielhaus Zürich)

## Fordítás
- Ez a szócikk részben vagy egészben  a   Robert Schneider című német Wikipédia-szócikk fordításán alapul.  Az eredeti cikk szerkesztőit annak laptörténete sorolja fel. Ez a jelzés csupán a megfogalmazás eredetét és a szerzői jogokat jelzi, nem szolgál a cikkben szereplő információk forrásmegjelöléseként.